# Zelda Fitzgeraldová
Zelda Sayre Fitzgeraldová (24. července 1900, Montgomery, Alabama, USA – 10. března 1948, Asheville, Severní Karolína), rozená Zelda Sayreová, byla americká spisovatelka a manželka spisovatele F. Scotta Fitzgeralda. Byla ikonou 20. let – její manžel ji nazýval „první americkou žabkou“. Po úspěchu jeho prvního románu Na prahu ráje se Fitzgeraldovi stali celebritami. Noviny v New Yorku v nich viděli ztělesnění doby jazzu a bouřících dvacátých let: mladí, bohatí, krásní a energičtí.

## Život
Zelda Sayreová vyrostla v bohaté a pedantské jižanské rodině. Dokonce už v dětství se její drzé chování stalo předmětem montgomerských drbů. Krátce poté, co dokončila střední školu, potkala při tanci F. Scotta Fitzgeralda. Smršť námluv začala. I když on veřejně přiznával své pobláznění, ona pokračovala ve vídání se s jinými muži. I přes boje a delší rozchod se v roce 1920 vzali a první část desetiletí strávili jako literární celebrity v New Yorku. Později ve 20. letech se přestěhovali do Evropy, kde se stali známými utečenci ztracené generace. Zatímco Scott obdržel příznivou kritiku za Velkého Gatsbyho a povídky a pár se stýkal s literárními osobnostmi, jakými byl Ernest Hemingway, jejich manželství bylo spletí žárlivosti, zášti a prudkosti. Scott používal jejich vztah pro materiál ke svým románům, dokonce bral útržky ze Zeldina deníku a připisoval je svým fiktivním hrdinkám. Zelda hledala svoji vlastní uměleckou identitu, psala články do časopisů a povídky a ve věku 27 let se stala posedlá kariérou baleríny a cvičila do vyčerpání.
Napětí v jejím bouřlivém manželství, Scottův vzrůstající alkoholismus a její rostoucí nevyrovnanost byly předzvěstí Zeldina vstupu do sanatoria v roce 1930. Byla diagnostikována se schizofrenií. V marylandské klinice napsala poloautobiografický román Poslední valčík je můj, který vyšel v roce 1932. Scott byl rozčílený, že použila materiál z jejich společného života, ačkoliv on udělal to samé, např. v románu Něžná je noc, vydaném v roce 1934; tyto dva romány poskytují kontrastní portrét rozpadlého manželství.
Po návratu do Ameriky odešel Scott do Hollywoodu, kde se pokusil o psaní scénářů a začal si aférku s filmovou sloupkařkou Sheilah Grahamovou. V roce 1936 nastoupila Zelda do nemocnice Highland Mental Hospital v Asheville v Severní Karolíně. Scott zemřel v Hollywoodu v roce 1940, přičemž naposledy viděl Zeldu rok a půl před smrtí. Zbývající roky strávila Zelda prací na dalším románu, který nikdy nedokončila. Hodně také malovala. V roce 1948 postihl nemocnici, v které přebývala, požár, následkem čehož zemřela. 
Zájem o Fitzgeraldovy opět vzrostl krátce po její smrti: pár byl předmětem populárních knih, filmů a zájmu vzdělanců. Po svém životě, kdy byla vzorem éry jazzu, bouřlivých dvacátých let a ztracené generace, našla Zelda posmrtně novou roli: po vydání populární biografie v roce 1970, která ji popsala jako oběť arogantního manžela, se stala ikonou feministek.